# Algemeen Nederlands Woordenboek
Het Algemeen Nederlands Woordenboek (ANW)  is een digitaal woordenboek van het eigentijds Nederlands van Nederland en Vlaanderen. Het woordenboek is een initiatief van het Instituut voor Nederlandse Lexicologie en richt zich op de taalperiode vanaf ongeveer 1970. De samenstellers noemen het woordenboek een "synchroon woordenboek", waarmee zij duiden op het feit dat er geen aandacht wordt besteed aan de etymologie van woorden, behalve bij neologismen.

## Redactie
- drs. Boukje Verheij (projectleider)
- dr. Dirk Kinable
- drs. Vivien Waszink
- drs. Rob Tempelaars (vrijwilliger)